# (13610) Lilienthal
(13610) Lilienthal (1994 TS16) – planetoida z pasa głównego asteroid okrążająca Słońce w ciągu 3,7 lat w średniej odległości 2,39 j.a. Odkryta 5 października 1994 roku.